# Copris gladiator
Copris gladiator là một loài bọ cánh cứng trong họ Bọ hung (Scarabaeidae).